# Poiana (Criștioru de Jos), Bihor
Poiana este un sat în comuna Criștioru de Jos din județul Bihor, Crișana, România.

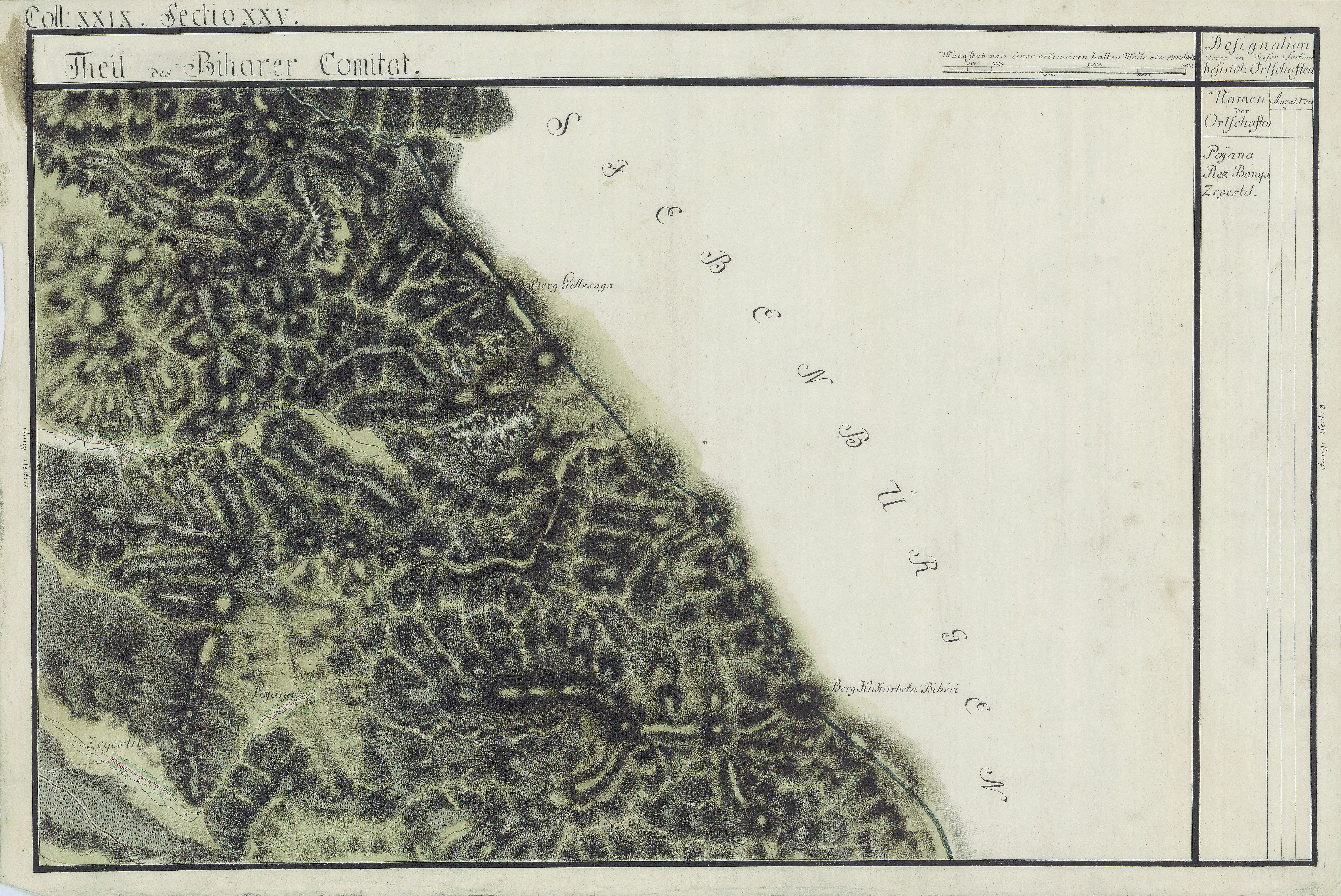
Poiana în Harta Iosefină a Comitatului Bihor, 1782-85

 Acest articol despre o localitate din județul Bihor este deocamdată un ciot. Puteți ajuta Wikipedia prin completarea lui.